# Min Jin-woong
Min Jin Woong (en hangul, 민진웅); nacido el 22 de agosto de 1986) es un actor surcoreano.

## Carrera
Es miembro de la agencia "Huayi Brothers Korea" (화이브라더스코리아).

## Filmografía

### Dramas
- Exploradora del amor (SBS, 2025), como Kim Jing-guk (aparición especial, ep. 7).[2][3]
- Wedding Impossible (tvN, 2024).
- Tu tiempo llama (Netflix, 2023), como Oh Chan-yeong.
- Love Is for Suckers (ENA, 2022), como Park Dae-sik.[4]
- School 2021 (KBS2, 2021) ... Jung-min
- Secret Royal Inspector Joy (tvN, 2021) ... Yook-chil
- Joseon Exorcist (SBS, 2021) ... Ying-chun
- Nobody Knows (SBS, 2020) ... como Lee Jae-hong
- Chocolate (jTBC, 2019)
- Memories of the Alhambra (tvN, 2018)
- The Time Left Between Us (KBS2, 2018)
- Jugglers (KBS2, 2017-2018)
- Buzzcut Love (KBS2, 2017)
- Father is Strange (KBS2, 2017)
- Drinking Solo (tvN, 2016)
- Yong Pal (SBS, 2015)
- Prince of Prince (KBS, 2015)

### Películas
- Malmoi (2019)
- Anarchist from Colony (2017)[5]
- Retrial (2016)
- Proof of Innocence (2016)
- Dong Ju (2016)
- Black Priest (2015)
- The Advocate: A Missing Body (2015)
- Fashion King (2014)

## Reconocimientos
- 2017 10th Korea Drama Awards: Premio a la Excelencia actoral (Father is Strange)